# 厚義省

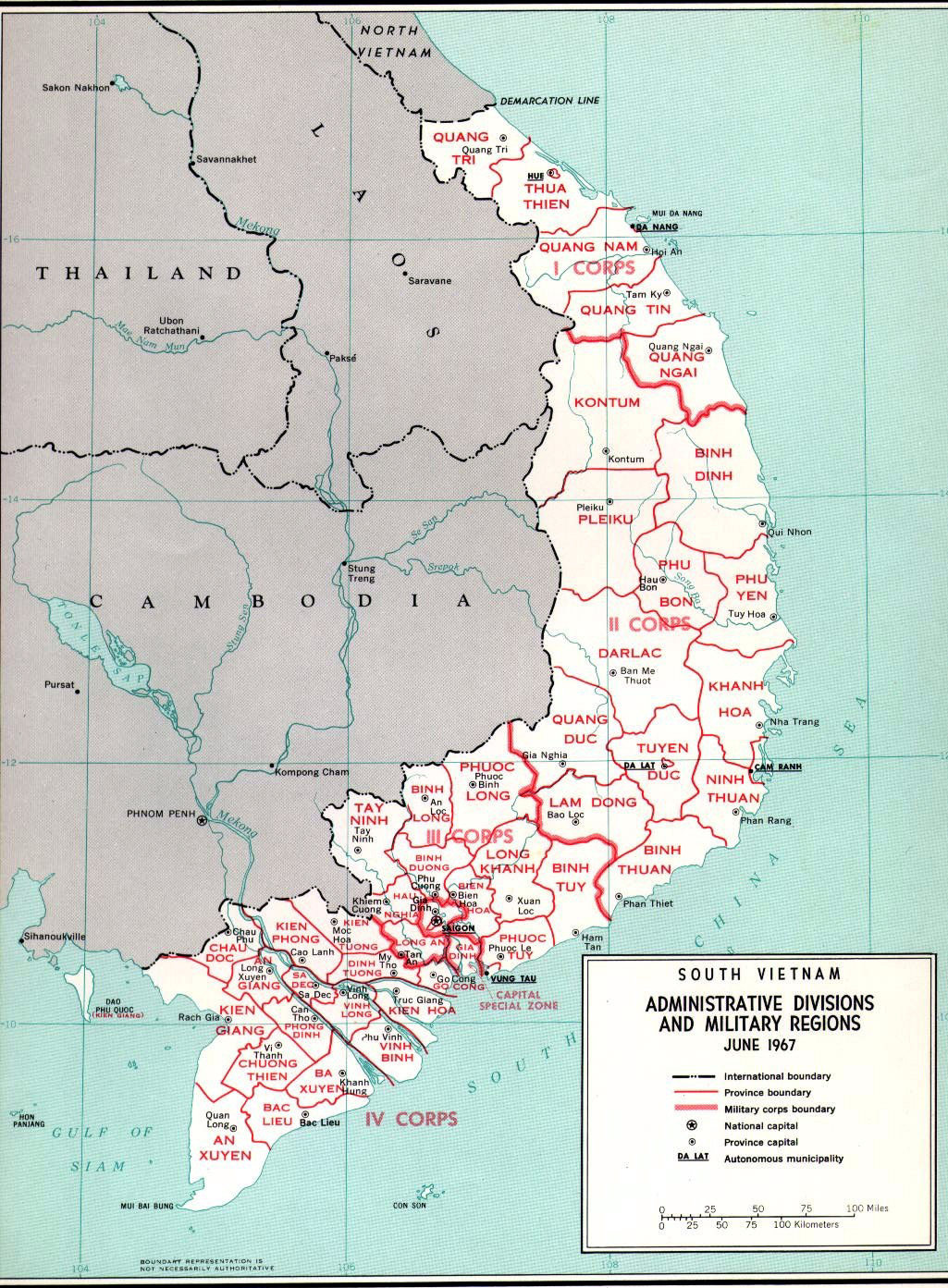
1967年的地图显示了越南共和国厚義省的省界

厚義省是越南曾经设立的一个省。该省占地面积1,300平方公里，毗邻西寧省、邊和省、平陽省、嘉定省、隆安省、建祥省。
1976年2月，越南南方共和国臨時革命政府将嘉定省并入隆安省。

## 行政區劃
1970年，厚義省下轄4郡。
- 德和郡
- 德惠郡
- 盏盤郡
- 糾支郡